# Ostracon de Tel es-Safi

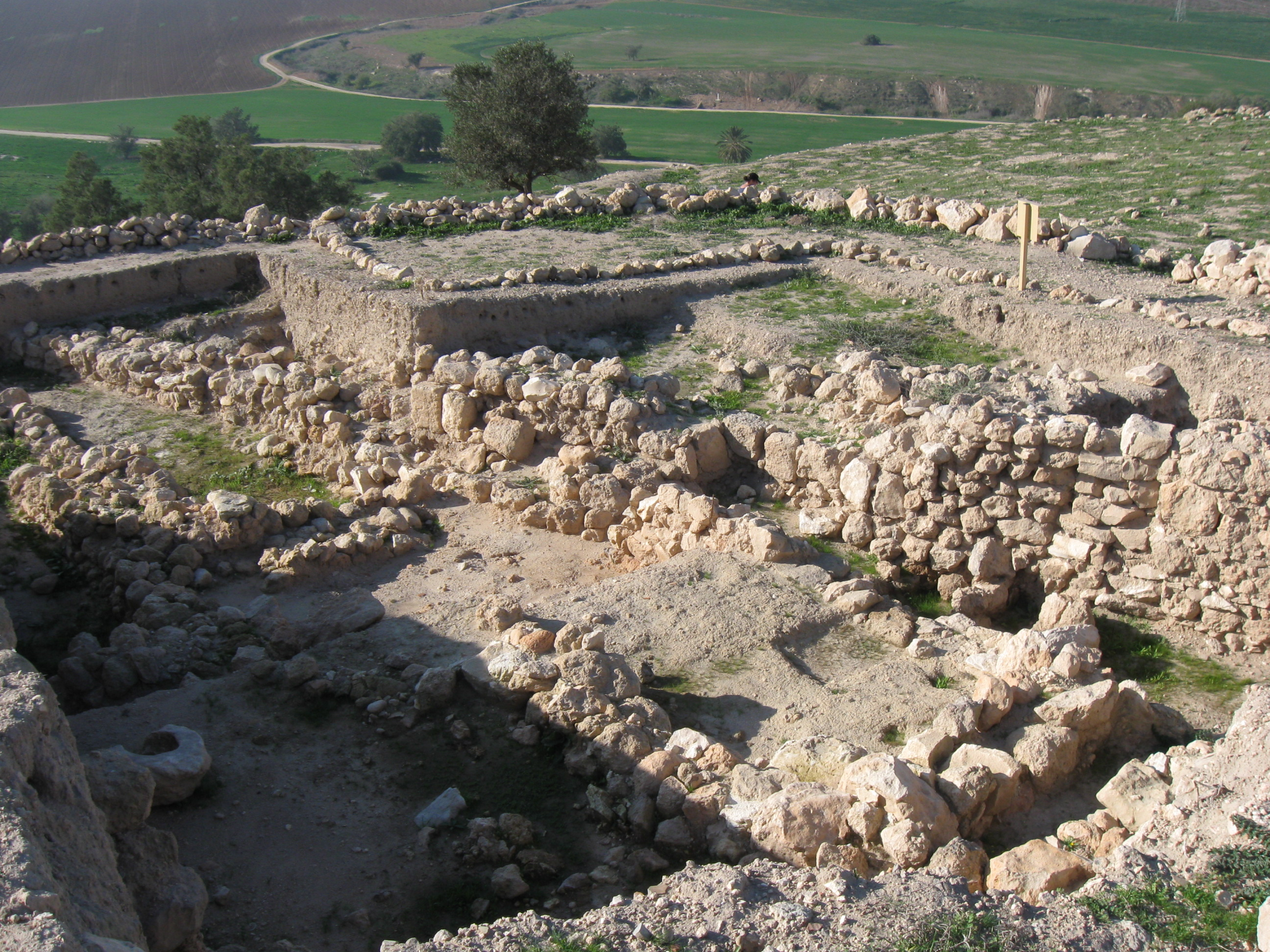
Fouilles sur le site de Tell es-Safi

L'ostracon de Tel es-Safi a été trouvé en 2005 sur le site archéologique de Tell es-Safi, identifié avec la ville biblique de Gath. Il se trouvait sous la couche de destruction de la fin du IXe siècle av. J.-C. au début du Fer II. 
Deux mots sont inscrits sur le morceau de poterie : « ALWT » (אלות) et « WLT » (ולת), semblable à ce qu'aurait été le nom de Goliath (גלית), le célèbre personnage biblique originaire de Gath. 
Ces deux noms indiquent que des noms semblables au nom Goliath étaient utilisés par les Philistins au Fer II, la période supposée pour le personnage biblique. 
Bien que cette écriture ne soit en rien une preuve de l'existence de Goliath, elle apporte une connaissance utile de la culture philistine, ceci étant la plus ancienne utilisation attestée de l'écriture par les Philistins. 